# 自己効力感
自己効力感（じここうりょくかん）またはセルフ・エフィカシー（self-efficacy）とは、自分がある状況において必要な行動をうまく遂行できると、自分の可能性を認知していること。カナダ人心理学者アルバート・バンデューラが提唱した。自己効力や自己可能感などと訳されることもある。バンデューラの社会的認知理論の中核となる概念の1つであり、自己効力感が強いほど実際にその行動を遂行できる傾向にあるという。自己効力感を通して、人は自分の考えや、感情、行為をコントロールしている。
よく似た用語に、自尊感情(self-esteem)があるが、自尊心は自分を信じていること、あるいは自分を信じているとの評価に起因する感情を意味するのに対し、自己効力感は自分にある目標を達成する能力があるという認知のことをさす。ただし、高い自尊心を持っていれば、困難な作業であってもそれに取り組もうとして、結果的に成功をもたらすことも多い 。

## 定義
バンデューラは、行動遂行の先行要因として結果予期と効力予期の2つをあげた。結果予期（Outcome Expectation）とは、ある行動がある結果を生み出すという推測のことである。効力予期（Efficacy Expectation）とは、ある結果を生み出すために必要な行動をうまく行うことが出来るという確信のことである。自己効力感とは、ある結果を生み出すために適切な行動を遂行できるという確信の程度、つまり自分が効力予期をどの程度持っているかを認知することをさす。

## 自己効力感の先行要因
自己効力感を生み出す基礎となるのは、以下であるとされる。
1. 達成経験（最も重要な要因で、自分自身が何かを達成したり、成功したりした経験）[3]
2. 代理経験（自分以外の他人が何かを達成したり成功したりすることを観察すること）[3]
3. 言語的説得（自分に能力があることを言語的に説明されること、言語的な励まし）[3]
4. 生理的情緒的高揚（酒などの薬物やその他の要因について気分が高揚すること）[3]
5. 想像的体験（自己や他者の成功経験を想像すること）－O.マダックスによる[6]。
6. 承認（他人から認められること）[7]

## 自己効力感のタイプ
- 自己統制的自己効力感：自己の行動を制御する基本的な自己効力感[4]
- 社会的自己効力感：対人関係における自己効力感[4]
- 学業的自己効力感：学校での学習などにおける自己効力感[4]

## 人に与える影響
自己効力感を得た結果として次のことが得られるとされる。
- 行動の達成。自己効力感が高いほど、与えられた課題を達成する率が高くなる[2]。
- より達成に向けた努力を行うようになる[2]。
- 将来に類似体験をした場合に、それも達成可能と考えて同様の行動をとるようになる[2]。
- 生理的・心理的反応の変化[2]。自己効力感が高いほど、不安、恐怖、恐れが減少し、心拍数も安定する[2]。

### 健康行動
喫煙、フィットネス、ダイエット、コンドームの使用、歯科衛生、シートベルトの使用、乳房の自己検査など、健康に影響を与える選択は自己効力感に左右されている。自己効力感は、健康行動の変化が始まるかどうか、それにどのくらいの努力が費やされるか、そして障害や失敗に直面しても、努力を継続する期間を左右する。自己効力感は、人々がどの程度高い健康目標を設定するかに影響を与える（例えば、「私は喫煙を減らすつもりです」なのか、「私は完全に喫煙をやめるつもりです」なのか）。健康管理方法の選択に関する多くの研究は、行動の変化を起こす可能性を評価するために自己効力感を採用している。自己効力感が増すにつれて、個人は能力に対する自信を深め、そのために健康的な行動に従事する可能性が高くなる。健康的な行動により近づくことは、QOLの向上など、患者の健康に良い結果をもたらす。

## 適用

### 医療において
現代では医療の中心は、病院・患者モデルから、健康増進および予防的医療へと移行しつつあるため、自己効力感は、市民の健康的行動およびセルフケアに対する強い影響ツールとみなされている。LuszczynskaとSchwarzerによると、自己効力感は、健康的行動の取り入れ、開始、継続に影響を与えるだけでなく、不健康な習慣を抑制する役割を果たしているという。
医療現場においては、患者教育において自己効力感に基づく介入を行うことができる。例えば健康づくりに積極的に取り組む人の例を紹介することで、患者の自己改革の取り組みを助けることができる。例えば禁煙など。